# Nachtjagdgeschwader 5
5-та нічна винищувальна ескадра (нім. Nachtjagdgeschwader 5 (NJG 5) —  нічна винищувальна ескадра Люфтваффе Другої світової війни. NJG 5 було сформовано 30 вересня 1942 року в Деберіці.

## Історія
1 жовтня 1942 р. 3./NJG 1 було перейменовано в 1./NJG 5. У березні та квітні 1943 р. генерал Йозеф Каммхубер наказав IV./NJG 5 відправитися в Ренн, Франція, для захисту німецьких баз підводних човнів. Група була знову передислокована на Східний фронт і перейменована як I./Nachtjagdgeschwader 100 (I./NJG 100).

### Західний фронт
22 квітня 1943 року оберлейтенант Вальтер Борхерс став командиром групи III./NJG 5 і очолював групу до березня 1944 року. У ніч з 27 на 28 квітня Вільгельм Джонен на літаку Messerschmitt Bf 110 G-4 здійснив аварійну посадку на швейцарському аеродромі в Цюріх-Дюбендорфі. Джонен і його екіпаж були інтерновані, і Люфтваффе застосувало значні політичні маневри, щоб гарантувати, що Bf 110, оснащений все ще секретним радаром SN-2, не допустив ретельного огляду союзників і повернувся неушкодженим.
Наприкінці липня 1944 року I./NJG 5 було виведено в Стендаль для переоснащення новим нічним винищувачем Ju 88G-6. Потім розгорнуто в Єзау поблизу Кенігсберга у Східній Пруссії, нинішній Юшний, Багратіоновський район, і проводив нічні операції проти радянських бомбардувальників протягом решти 1944 року. Після початку наступу радянських військ 12 січня 1945 року I./NJG 5 діяв у наземній атаці на східному фронті. До 25 січня 1945 року I./NJG 5 знову діяв з баз у Німеччині, перебазувавшись у Пархім та Ерфурт.
Борчерс був збитий і вбитий у ніч на 5 березня 1945 року W/C Walter Gibb і F/O Kendall у нічному винищувачі Mosquito 239 ескадрильї. Літаючий Junkers Ju 88 G-6 "C9+GA" (Werknummer 622 319 — заводський номер) його повітряний стрілок скинувся на парашуті в безпечне місце, а його радист також був убитий. його змінив майор Рудольф Шонерт. До кінця війни основна частина NJG 5 базувалася в Любек-Бланкензе.

### Східний фронт
На початку 1943 року радянські ВПС створювали все більші труднощі для німецьких військ, що вторглися. У нічні вильоти для домагань літали на літніх біпланах. По-2, відомий німцям як Nähmaschine (швейна машина), мало пошкодив під час нічних нальотів, але мав величезну неприємну цінність. Літаки через низьку крейсерську швидкість надзвичайно ускладнювали перехоплення.
Для протидії цим атакам IV./NJG 5 під командуванням Генріха Принца цу Сайн-Вітгенштейна було переведено на Східний фронт у лютому 1943 року. Підрозділ перемістився до Брянська та Орла в червні 1943 року для проведення операції «Цитадель» і пізніше діяв під командуванням Люфтфлоту 6 у районі Смоленськ-Брянськ і під керівництвом Люфтфлоту 4 у районі Полтава-Сталіно.

## Начальники

### Kommodore
- Майор Фріц Шаффер, 30 вересня 1942 – 1 серпня 1943[1]
- Оберст Гюнтер Радуш, 2 серпня 1943 – 3 лютого 1944[1]
- Майор Егмонт Принц цур Ліппе-Вайсенфельд, 20 лютого 1944 – 12 березня 1944[1]
- Оберстлейтенант Вальтер Борчерс, 15 березня 1944 – 5 березня 1945[1]
- Майор Рудольф Шойнерт, 6 березня 1945 – 8 травня 1945[1]

### Gruppenkommandeure

#### I. Gruppe/NJG 5
- Гауптман Зігфрід Вандам, кінець вересня 1942 – 4 липня 1943[1]
- Майор Вернер Гофман, 4 липня 1943 р. – кінець квітня 1945 р.[1]
- Гауптман Ланг, квітень 1945 – 8 травня 1945[1]

#### II. Gruppe/NJG 5
- Гауптман Рудольф Шенерт, 1 грудня 1942 – 5 серпня 1943
- Гауптман Манфред Мерер, 5 серпня 1943 – 27 вересня 1943
- Гауптман Бер, 28 вересня 1943 – 27 січня 1944
- Гауптман Леопольд Феллерер, лютий 1944 – 10 травня 1944
- Майор Ганс Лейкхардт, 3 травня 1944 – 6 березня 1945
- Гауптман Густав Там, 10 березня 1945 – 4 квітня 1945
- Оберстлейтенант Вернер Рапп, 5 квітня 1945 – 8 травня 1945

#### III. Gruppe/NJG 5
- Гауптман Вальтер Борхерс, квітень 1943 – 15 березня 1944
- Майор Пол Зорнер, 16 березня 1944 – 21 жовтня 1944
- Гауптман Ульріх фон Мейен, 22 жовтня 1944 – 6 лютого 1945
- Гауптман Вальтер Енгель, 6 лютого 1945 – квітень 1945
- Гауптман Пюк, квітень 1945 – 8 травня 1945